# Campionat d'Eslovàquia de ciclisme en contrarellotge

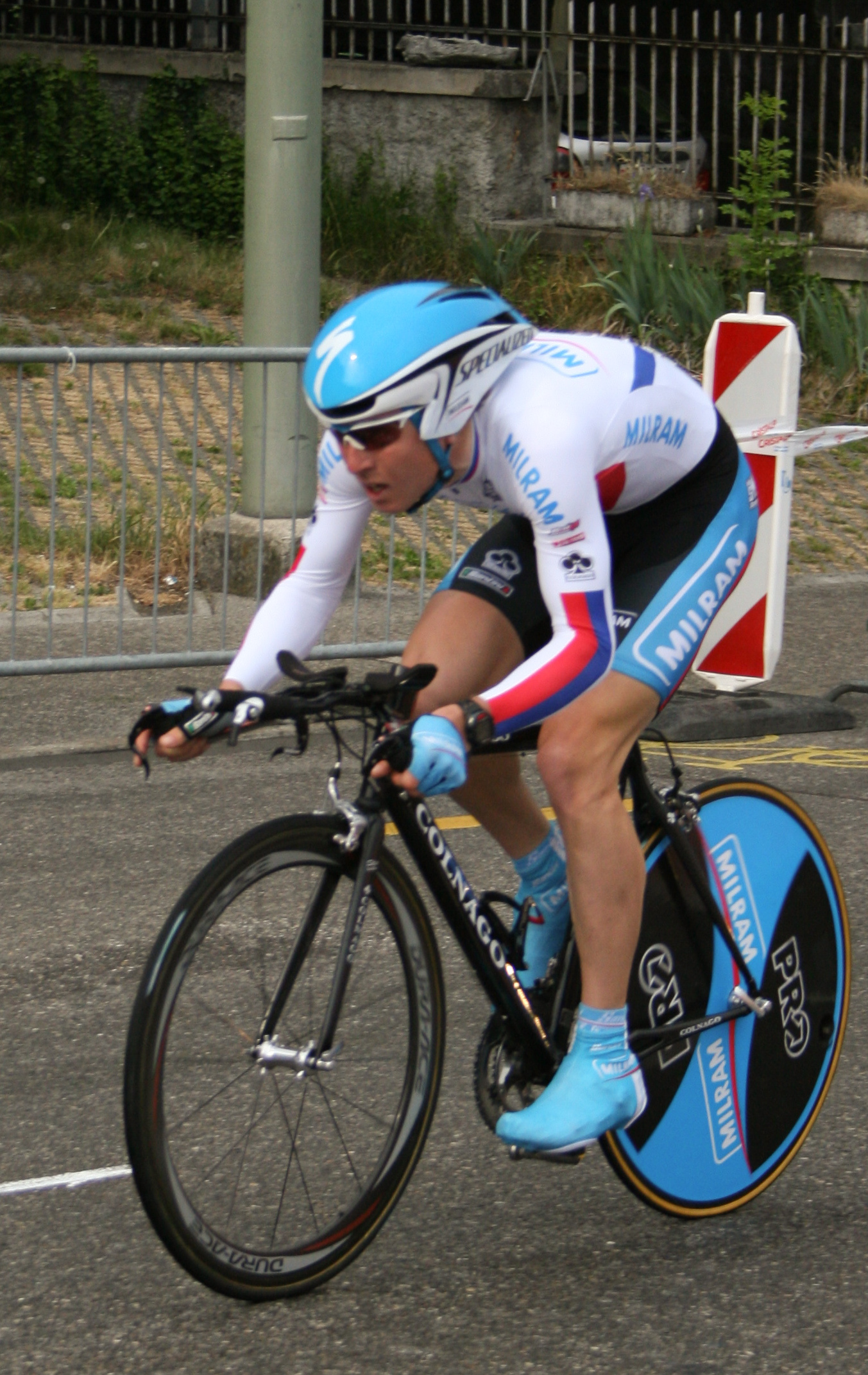
Matej Jurčo, amb el mallot de Campió d'Eslovàquia.

El Campionat d'Eslovàquia de ciclisme en contrarellotge s'organitza anualment per determinar el campió ciclista d'Eslovàquia en la modalitat.
El títol s'atorga al vencedor d'una única carrera, en la modalitat de contrarellotge individual. El vencedor obté el dret a portar un mallot amb els colors de la bandera eslovaca fins al campionat de l'any següent quan disputa proves en contrarellotge individual.

## Palmarès masculí
| Any  | Primer                                | Segon                                 | Tercer                                |
| 1997 | Miroslav Liptak                       | Ján Valach                            | Ondrej Slobodnik                      |
| 1998 | Ján Valach                            | Miroslav Liptak                       | Ondrej Slobodnik                      |
| 1999 | Ondrej Slobodnik                      | Ján Valach                            | Milan Dvorscik                        |
| 2000 | Ondrej Slobodnik                      | Robert Nagy                           | Jan Spak                              |
| 2001 | Ján Valach                            | Robert Glajza                         | Robert Nagy                           |
| 2002 | Ján Valach                            | Martin Riška                          | Miroslav Keliar                       |
| 2003 | Robert Nagy                           | Ondrej Slobodnik                      | Miroslav Keliar                       |
| 2004 | Matej Jurčo                           | Ján Valach                            | Robert Nagy                           |
| 2005 | Matej Jurčo                           | Ján Valach                            | Ondrej Slobodnik                      |
| 2006 | Matej Jurčo                           | Zoltan Remak                          | Martin Riška                          |
| 2007 | Edició suspesa per raons de seguretat | Edició suspesa per raons de seguretat | Edició suspesa per raons de seguretat |
| 2008 | Matej Jurčo                           | Robert Nagy                           | Roman Broniš                          |
| 2009 | Roman Broniš                          | Pavol Polievka                        | Robert Nagy                           |
| 2010 | Martin Velits                         | Pavol Polievka                        | Robert Nagy                           |
| 2011 | Pavol Polievka                        | Roman Broniš                          | Robert Nagy                           |
| 2012 | Peter Velits                          | Martin Velits                         | Matej Jurčo                           |
| 2013 | Peter Velits                          | Maroš Kováč                           | Milan Barenyi                         |
| 2014 | Peter Velits                          | Maroš Kováč                           | Patrik Tybor                          |
| 2015 | Peter Sagan                           | Maroš Kováč                           | Patrik Tybor                          |
| 2016 | Marek Canecky                         | Maroš Kováč                           | Roman Bronis                          |
| 2017 | Marek Canecky                         | Patrik Tybor                          | Adrian Babic                          |
| 2018 | Marek Canecky                         | Patrik Tybor                          | Martin Haring                         |
| 2019 | Ján Andrej Cully                      | Marek Čanecký                         | Patrik Tybor                          |
| 2020 | Ján Andrej Cully                      | Martin Haring                         | Ronald Kuba                           |
| 2021 | Ronald Kuba                           | Lukáš Kubiš                           | Ján Andrej Cully                      |
| 2022 | Ján Andrej Cully                      | Marek Čanecký                         | Ronald Kuba                           |
| 2023 | Matúš Štoček                          | Martin Jurík                          | Marek Čanecký                         |
| 2024 | Lukáš Kubiš                           | Matthias Schwarzbacher                | Dominik Dunár                         |
| 2025 | Matthias Schwarzbacher                | Lukáš Kubiš                           | Martin Svrček                         |

### Palmarès sub-23
| Any  | Primera                | Segona          | Tercera          |
| 2003 | Matej Jurčo            | Jakub Kolinek   | Milan Branicky   |
| 2004 | Martin Velits          | Peter Velits    | Róbert Mitošinka |
| 2005 | Peter Velits           | Andrej Lalinský | Štefan Freivolt  |
| 2006 | Peter Velits           | Martin Velits   | Štefan Freivolt  |
| 2009 | Jakub Novák            | Patrik Tybor    | Marek Čanecký    |
| 2010 | Marek Čanecký          |                 |                  |
| 2012 | Johann Schwábik        | Filip Taragel   | Michal Kolář     |
| 2014 | Mário Daško            | Lubos Malovec   | Johann Schwábik  |
| 2015 | Erik Baška             | Juraj Bellan    | Andrej Strmiska  |
| 2016 | Ľuboš Malovec          | Juraj Lajcha    | Tomáš Harag      |
| 2017 | Adrián Babič           | Juraj Bellan    | Ján Andrej Cully |
| 2018 | Matúš Štoček           | Adrián Babič    | Juraj Bellan     |
| 2019 | Martin Vlčák           | Samuel Oros     | Andrej Komora    |
| 2020 | Samuel Oros            | Pavol Kramarcik | Simon Nagy       |
| 2022 | Samuel Kováč           | Adam Gross      | Lukáš Sokolík    |
| 2023 | Martin Jurík           | Filip Lohinský  | Samuel Kováč     |
| 2024 | Matthias Schwarzbacher | Martin Jurík    | Martin Jurík     |

## Palmarès femení
| Any  | Primera                  | Segona                   | Tercera             |
| 1993 | Lenka Ilavská            | Elena Barillova          | Iveta Sitarova      |
| 1994 | Lenka Ilavská            | Elena Barillova          | Ildiko Paczova      |
| 1995 | Lenka Ilavská            | Jaroslava Komankova      | Elena Barillova     |
| 1996 | Lenka Ilavská            | Elena Barillova          | Jaroslava Komankova |
| 1997 | Lenka Ilavská            | Ildiko Paczova           | Elena Barillova     |
| 1998 | Lenka Ilavská            | Elena Barillova          | Janette Bohmova     |
| 1999 | Elena Barillova          | Janette Bohmova          | Jaroslava Komankova |
| 2000 | Lenka Ilavská            | Zlatica Bazola-Gavlakova | Elena Barillova     |
| 2001 | Lenka Ilavská            | Zlatica Bazola-Gavlakova | Elena Barillova     |
| 2002 | Zlatica Bazola-Gavlakova | Elena Barillova          | Eva Potocna         |
| 2003 |                          |                          |                     |
| 2004 |                          |                          |                     |
| 2005 |                          |                          |                     |
| 2006 | Zuzana Vojtasova         |                          |                     |
| 2007 |                          |                          |                     |
| 2008 | Katarína Uhlariková      | Eva Potocna              |                     |
| 2009 | Alžběta Pavlendová       | Monika Kadlecová         | Katarína Uhlariková |
| 2010 | Alžběta Pavlendová       | Monika Kadlecová         | Zuzana Vojtášová    |
| 2011 | Alžběta Pavlendová       | Monika Kadlecová         | Katarína Uhlariková |
| 2012 | Janka Števková           | Alžběta Pavlendová       | Kristina Lapinová   |
| 2013 | Alžběta Pavlendová       | Michaela Maláriková      | Monika Kadlecová    |
| 2014 | Michaela Malarikova      | Janka Stevkova           | Livia Hanesova      |
| 2015 | Tereza Medvedová         | Alžběta Pavlendová       | Livia Hanesova      |
| 2016 | Lucia Valachova          | Janka Stevkova           | Tatiana Jaseková    |
| 2017 | Janka Keseg-Stevkova     | Lucia Valachova          | Tereza Medvedová    |
| 2018 | Tatiana Jaseková         | Livia Hanesova           | Alžbeta Bačíková    |
| 2019 | Tatiana Jaseková         | Mariana Findrova         | Andrea Šimora       |
| 2020 | Tereza Medveďová         | Janka Stevkova           | Tatiana Jaseková    |
| 2021 | Nora Jenčušová           | Janka Keseg Števková     | Nikola Čorbová      |
| 2022 | Nora Jenčušová           | Janka Keseg Števková     | Petra Machalkova    |
| 2023 | Nora Jenčušová           | Rebeka Cully             | Tereza Medveďová    |
| 2024 | Nora Jenčušová           | Zuzana Michalickova      | Alžbeta Bačíková    |
| 2025 | Viktoria Chladonova      | Nora Jenčušová           | Sofia Ungerova      |